# Contro Prassea
Contro Prassea (latino: Adversus Praxean) è un trattato polemico in difesa della fede cristiana scritto da Tertulliano nel secondo decennio del III secolo. L'attacco dell'autore è rivolto a Prassea, teologo antimontanista e sostenitore della dottrina eretica monarchiana nella sua variante modalista. L'opera fu redatta da Tertulliano quando ormai questo aveva aderito pienamente al montanismo.

## Contesto
Le uniche fonti riguardanti la dottrina e la figura di Prassea provengono proprio dall'Adversus Praxean, ove il teologo viene dipinto da Tertulliano come una figura losca e ambiziosa. È verosimile ritenere che le informazioni riguardanti la figura e la dottrina di Prassea siano state deformate dallo stesso Tertulliano che, alla luce del contributo dato dal teologo nel favorire la condanna del montanismo (dottrina a cui Tertulliano aderì intorno al 207/208) e, inoltre, nella diffusione dell'eresia monarchiana a Roma (già diffusa dal teologo a Cartagine), ritenne opportuno calcare la mano nel momento in cui scrisse riferendosi ad esso.
È possibile ritenere che Tertulliano si sia ispirato al trattato Contro Noeto di Ippolito di Roma, che affrontò l'eresia monarchiana modalista di Noeto di Smirne, differenziandosi però dal teologo romano in materia di riflessione teologica e trinitaria. Una buona parte dell'opera è incentrata sull'esegesi di passi scritturisici, in particolare quelli usati da Prassea per sostenere le sue argomentazioni dottrinali, principalmente concepite per dimostrare l'unicità di Dio .

## Contenuto
La dottrina eretica monarchiana, in generale, sosteneva che vi fosse unico Dio non distinto, sul piano delle ipostasi, nelle tre Persone divine (Padre, Figlio e Spirito Santo), bensì solamente in base ai "modi" del suo essere, ossia nell'articolarsi tra la divinità del Figlio e del Padre. Lo Spirito Santo, invece, era concepito da Prassea e da altri monarchiani modalisti come una manifestazione del Padre e del Figlio che operava nel mondo. È dunque opportuno ritenere che l'eresia monarchiana fosse la naturale reazione all'esigenza di mantenere e promulgare l'idea dell'unicità di Dio, non ancora in grado però di spiegare l'articolazione delle Persone divine.
Prassea, inoltre, arrivò anche ad identificare Dio Padre con il Figlio ma, Tertulliano, confutò la tesi del teologo dimostrando e confermando che la relazione tra le due figure divine non ledeva in alcun modo l'unità di Dio poiché queste (Padre e Figlio, poi in seguito anche Spirito Santo) sono distinte, quindi non divise, e condividono la medesima unità di sostanza e potenza. Introdusse, inoltre, il termine "persona" per definire il Figlio, mentre lo Spirito Santo viene descritto da questo come derivante dal Padre attraverso il Figlio e inserito all'interno del rapporto organico trinitario come Persona distinta. Tertulliano difende l'idea che lo Spirito Santo sia una terza persona divina, e non un'emanazione o manifestazione del Padre e del Figlio.
Nella parte finale dell'opera tertullianea questo affronta una variante del monarchianesimo, che separava Gesù come uomo e il Padre come lo Spirito in lui presente, e chiarisce che l'incarnazione e l'unione del Logos nell'uomo Gesù non implica una trasformazione del Logos in carne, ma piuttosto un'unione delle due nature, dio e l'uomo Gesù congiunti in una sola persona.